# C̀
Cette page contient des caractères spéciaux ou non latins. S’ils s’affichent mal (▯, ?, etc.), consultez la page d’aide Unicode.
C̀ (minuscule: c̀), appelé C accent grave, est un graphème de l’alphabet latin utilisé dans la l’assiniboine du romanisation de l’alphabet cyrillique ISO 9. Il s’agit de la lettre C diacritée d'un accent grave.

## Représentations informatiques
Le C accent grave peut être représenté avec les caractères Unicode suivants (latin de base, diacritiques), :
| formes    | représentations | chaînes de caractères | points de code | descriptions                                       |
| --------- | --------------- | --------------------- | -------------- | -------------------------------------------------- |
| capitale  | C̀               | C◌̀                    | U+0043 U+0300  | lettre majuscule latine c diacritique accent grave |
| minuscule | c̀               | c◌̀                    | U+0063 U+0300  | lettre minuscule latine c diacritique accent grave |